# 楊潤 (1877年)
杨润（1877年—1938年），字雨田，江苏省阜寧縣人。中华民国政治人物。

## 生平
清朝光绪末年，杨润先后参加阜宁县考、淮安府考，均列榜首。清朝废除科举制后，杨润入南京江苏高等学堂法政科，宣统二年（1910年）毕业。杨润曾参加南社。袁世凯当政时期，杨润曾任直隶州道尹和通判。
民国二年（1913）4月，杨润当选为中华民国第一届国会众议院议员。1914年，国会解散。在北京期间，杨润结识了靳云鹏、靳云鹗、潘复，并与靳云鹏成为密友。1916年，袁世凯逝世，黎元洪继任大总统，国会恢复，杨润复任国会众议员。杨润将15岁的堂弟杨清带到北京入高等小学，又将堂弟杨湘（芷江）召至北京，介绍给靳云鹏、靳云鹗兄弟。
1917年张勋复辟，大总统黎元洪去职，杨润被驱逐。直系的冯国璋代理大总统，但实权仍任掌握在国务总理、皖系首脑段祺瑞。同年，孙中山自上海赴广州，开展护法运动，成立非常国会。王汝圻等议员追随孙中山南下广州“护法”，杨润则站到段祺瑞方面，于1918年成为中华民国第二届国会（安福国会）众议员。
当时，杨润意志较为消沉，与靳云鹏等权贵交往，仅打麻将，不谈政事。杨润和住在北京的国会议员季龙图、喜好古诗的杨湘偶尔和诗作乐，而同家乡几乎断绝了来往。
1919年秋，靳云鹏由陆军总长兼代国务总理；1920年夏，晋升为国务总理兼陆军总长。靳云鹏多次希望重用杨润，请杨润当内政部次长，被杨润谢绝。1919年秋，杨润出任北京政府财政部印制局局长，印制局事务主要由杨源、王凤诰（王以昭次子，曾任江苏省议员）负责，杨润仅挂名受俸。
民国十年（1921年），江苏省第三届省议会就议长选举问题发生纷争，南北两派对峙，有的还以金钱贿选。向来不问闲事的杨润以国会议员的身份，用个人名义发电报给江苏省议会称：
……润敢忠告诸公，消除成见，言归于好；不分党派，不尚意气，本良心之主张，期同舟之共济，公举学识资望足以冠群伦者长吾苏议席。……外以应世界之潮流，内以救同胞于水火。
其间，杨润和靳云鹏、盛宣怀在青岛与日本商人合办了“鲁大煤矿公司”。靳云鹏担任中方董事长，委任杨源为中方经理，王凤诰的职务则相当于营业部主任。后来，他们在青岛又同中国银行合办“义利油厂”，加工山东油料以出口。董事长为中国银行的王仰先，总经理为杨源。杨润通过投资入股，分享利润。
1922年，黎元洪复职，解散第二届国会，恢复第一届国会，杨润复任第一届国会众议员。直到1924年大总统曹锟在北京政变中下台，第一届国会方才基本结束。
1938年，杨润在北平病逝，享年61岁。

## 家庭
- 父：杨国藩，继承祖业杨同茂店号，获东坎商家推举为首任商会会长。[1]
- 叔父：杨继山，自淮安书院毕业，后来送一子一女以及侄子杨源（杨润之弟）、杨湘（杨润之堂弟）赴南京入女子师范及江南高等学堂学习。[1]
- 弟：杨源[1]
- 堂弟：杨清，高等小学毕业后，被杨润送到德国念中学、大学，学习了11年，1930年自德国柏林大学机械系毕业。归国后，历任国民政府交通部技正，中德合办欧亚航空公司工程师，上海站、北京站站长。日本投降后，任资源委员会台湾办事处处长，负责自日本人处接收台湾的工矿企业。[1]
- 堂弟：杨湘（芷江），经杨润介绍给靳云鹏后，历任直鲁豫巡阅使（吴佩孚）驻京办事处处长，河南督理靳云鹏的秘书长等职务。[1]
- 嫡侄：杨仲华，获杨润资助赴日本陆军士官学校学习，后来在抗日战争时期成为汉奸。[1]